# Karl Wilhelm Wach
Karl Wilhelm Wach (également Carl Wilhelm ou Wilhelm Wach), né le 11 septembre 1787 à Berlin, et mort le 24 novembre 1845 dans la même ville, est un peintre allemand. 

## Biographie

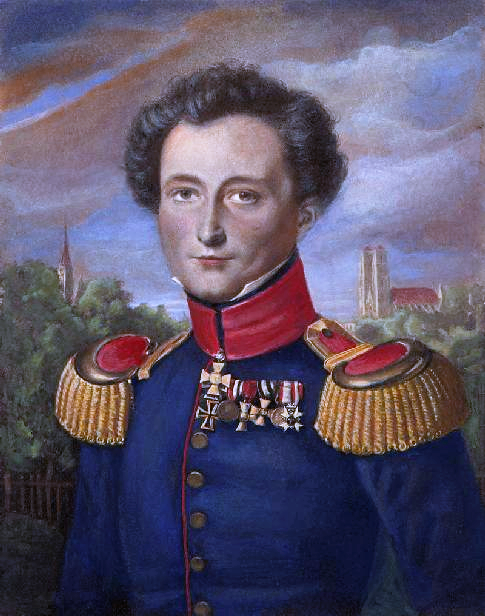
Carl von Clausewitz

Karl Wilhelm Wach est né le 11 septembre 1787 à Berlin. Il étudie l'art à l' Académie prussienne des arts et a été l'élève du peintre Karl Kretschmar. À l'âge de 20 ans, Wach a été chargé de peindre un retable pour l'église du village de Paretz, et produit son "Christ avec les quatre Apôtres" (1807).

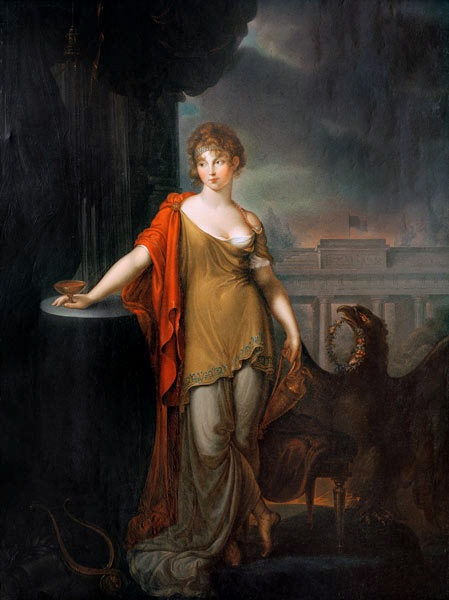
Königin Luise (1812)

Cinq ans plus tard, il fait une percée artistique avec sa peinture de Königin Luise (1812). Après avoir passé 1813 à 1815 dans l'armée prussienne, Wach s'installe à Paris. Il rencontre William Hensel et les deux deviennent les élèves des peintres Antoine Jean Gros et de Jacques-Louis David. En 1817, Wach entreprit un voyage d'étude plus long en Italie, surtout pour étudier les artistes de Quattrocento. Son influence la plus forte - selon ses propres déclarations - était cependant Raphaël.Deux ans plus tard, Wach revient à Berlin (1819) et s'installe en tant qu'artiste indépendant. Sa première commande importante est un tableau pour la salle de concert de Berlin. Wach a créé pour elle une peinture de couverture des neuf Muses. Le roi prussien Frédéric-Guillaume III a mis à disposition de Wach des locaux dans lesquels il a ensuite aménagé un studio. Grâce à son influence et à ses nombreux élèves, ce studio est rapidement devenu une école. En 1837, elle comptait près de 70 élèves, dont la quasi-totalité ont fait carrière dans le domaine artistique. Son activité d'enseignant n'a pas sensiblement altéré son travail artistique. Wach a été honoré avec le titre de professeur et nommé membre de l'Académie prussienne des arts (1820). Pour marquer son 40e anniversaire, Wach fut officiellement promu royal peintre (1827).
Il meurt le 24 novembre 1845 dans sa ville natale. Karl Wilhelm Wach, tout comme sa sœur Henriette Paalzow, est enterré au cimetière de Friedrichswerder à Berlin-Kreuzberg.

## Sélection d'œuvres
- Christ avec quatre Apôtres (1807)
- Königin Luise (1812)
- The Communion and the Auferstehung Christ (dans l'église Évangéliste de Saint-Pierre & Paul, Moscou)
- The beautiful Velletrinerin, (1820)
- Madonna picture (1826, par le prince Frédéric des Pays-Bas)
- The Three Himmlischen Virtues (1830, dans l'église de Friedrichswerder à Berlin)
- Carl von Clausewitz (1830)
- Christ at the oil mountain
- Psyche of Amor surprise
- A life-large Nymphe
- Bildnis Bettina von Savigny (1834)
- Johannes dans le désert (1838)
- Judith avec la tête d'Holopherne (1838)
- Élisabeth de Bavière (1840)